# قسم بالابند الريفي (مقاطعة فريمان)
قسم بالابند الريفي (بالفارسية: دهستان بالابند) هي منطقة ريفية تقع في قسم في إيران. يقدر عدد سكانها بـ 8,501 نسمة .